# Campeonato Paranaense de Futebol de 2001
O Campeonato Paranaense de Futebol de 2001 é competição organizada pela Federação Paranaense de Futebol e disputada entre 20 de janeiro e 3 de junho de 2001. O campeão foi o Clube Atlético Paranaense e o vice-campeão foi o Paraná Clube. Devido ao regulamento, o Atlético foi considerado campeão mesmo não tendo ganhado jogo algum da final (foram três empates). A média de público deste campeonato ficou em 3.402 pagantes.

## Equipes participantes
| Equipe                          | Cidade               | Região                            | No ano anterior                                                            | Estádio                             | Capacidade | Títulos                                | Participações |
| ------------------------------- | -------------------- | --------------------------------- | -------------------------------------------------------------------------- | ----------------------------------- | ---------- | -------------------------------------- | ------------- |
| Coritiba Foot Ball Club         | Curitiba             | Região Metropolitana de Curitiba  | Vice Campeão                                                               | Estádio Major Antônio Couto Pereira | 38.000     | 30 (último em 1999)                    | 78            |
| Clube Atlético Paranaense       | Curitiba             | Região Metropolitana de Curitiba  | Campeão                                                                    | Pinheirão                           | 35.000     | 18 (último em 2000)                    | 68            |
| União Bandeirante Futebol Clube | Bandeirantes         | Microrregião de Cornélio Procópio | Segunda Fase                                                               | Estádio Comendador Luís Meneghel    | 10.000     | 0 (não possui)                         | 35            |
| Paraná Clube                    | Curitiba             | Região Metropolitana de Curitiba  | Semifinalista                                                              | Estádio Durival Britto e Silva      | 17.000     | 6 (1991, 1993, 1994, 1995, 1996, 1997) | 12            |
| Francisco Beltrão Futebol Clube | Francisco Beltrão    | Microrregião de Francisco Beltrão | Campeão do Campeonato Paranaense de Futebol de 2000 - Segunda Divisão      | Estádio Anilado                     | 10.200     | 0 (não possui)                         | 9             |
| Rio Branco Sport Club           | Paranaguá            | Litoral Paranaense                | Semifinalista                                                              | Estradinha                          | --         | 0 (não possui)                         | 33            |
| Malutrom                        | São José dos Pinhais | Região Metropolitana de Curitiba  | Segunda Fase                                                               | Estádio do Pinhão                   | 6.000      | 0 (não possui)                         | 3             |
| Londrina Esporte Clube          | Londrina             | Microrregião de Londrina          | Segunda Fase                                                               | Estádio do Café                     | 36.000     | 3 (1962,1981, 1992 )                   | 30            |
| Prudentópolis Esporte Clube     | Prudentópolis        | Microrregião de Prudentópolis     | Segunda Fase                                                               | Estádio Newton Agibert              | 6.500      | 0 (não possui)                         | 2             |
| Iraty Sport Club                | Irati                | Microrregião de Irati             | Vice Campeão do Campeonato Paranaense de Futebol de 2000 - Segunda Divisão | Estádio Coronel Emílio Gomes        | --         | 0 (não possui)                         | 16            |

## Regulamento
As dez equipes jogam todas contra todos, em turno e returno na primeira fase. As quatro primeiras fazem a semifinal e a última colocada é rebaixada para a divisão de acesso. As semifinais são realizadas em ida e volta, e os vencedores passam para a final. A final é em ida e volta, podendo ocorrer a terceira partida em caso de empate nas duas primeiras. Caso o empate persista, o time de melhor campanha é campeão.

### Troféu Primeira Hora
O Troféu Primeira Hora foi conferido ao Clube Atlético Paranaense como vencedor do primeiro turno e do jogo extra contra o Malutrom (Antiga denominação do J. Malucelli FC) pelo placar de 3x1. A denominação do troféu é em decorrência do patrocinador do campeonato, o extinto jornal Primeira Hora.

## Classificação Primeira Fase
| Primeira Fase | Primeira Fase       | Primeira Fase | Primeira Fase | Primeira Fase | Primeira Fase | Primeira Fase | Primeira Fase | Primeira Fase | Primeira Fase | Primeira Fase | Primeira Fase | Primeira Fase |
| Time | Time                | Pts           | J             | V             | E             | D             | GP            | GC            | SG            |               |               |               |
| --- | ------------------- | ------------- | ------------- | ------------- | ------------- | ------------- | ------------- | ------------- | ------------- | ------------- | ------------- | ------------- |
| 1 | Atlético Paranaense | 45            | 18            | 15            | 0             | 3             | 50            | 23            | +27           |               |               |               |
| 2 | Coritiba            | 33            | 18            | 9             | 6             | 3             | 32            | 21            | +11           |               |               |               |
| 3 | Paraná              | 30            | 18            | 9             | 3             | 6             | 42            | 23            | +19           |               |               |               |
| 4 | Malutrom            | 30            | 18            | 9             | 3             | 6             | 33            | 30            | +3            |               |               |               |
| 5 | Londrina            | 29            | 18            | 9             | 2             | 7             | 33            | 35            | -2            |               |               |               |
| 6 | Iraty               | 28            | 18            | 8             | 4             | 6             | 35            | 32            | +3            |               |               |               |
| 7 | Prudentópolis E.C   | 20            | 18            | 5             | 5             | 8             | 28            | 33            | -5            |               |               |               |
| 8 | União Bandeirante   | 19            | 18            | 5             | 4             | 9             | 32            | 37            | -5            |               |               |               |
| 9 | Rio Branco-PR       | 13            | 18            | 3             | 4             | 11            | 19            | 42            | -23           |               |               |               |
| 10 | Francisco Beltrão   | 6             | 18            | 1             | 3             | 14            | 22            | 50            | -28           |               |               |               |
| Pts – Pontos ganhos; J – Jogos; V - Vitórias; E - Empates; D - Derrotas; GP – Gols pró; GC – Gols contra; SG – Saldo de gols; % - Aproveitamento de pontos |                     |               |               |               |               |               |               |               |               |               |               |               |

|  |                                                        |
|  | Classificados para Semifinas Campeonato Paranense 2001 |

|  |           |
|  | Rebaixado |

### Semifinais
Paraná      3 x 1  Coritiba
Malutrom    1 x 1  Atlético Paranaense
Coritiba    2 x 1  Paraná
Atlético Paranaense 4 x 3  Malutrom

### Finais
Paraná      1  x  1 Atlético Paranaense
Atlético Paranaense 1  x  1  Paraná
Atlético Paranaense 2  x  2  Paraná

## Campeão
| Campeonato Paranaense de Futebol de 2001 |
| ---------------------------------------- |
| Atlético Paranaense 19° Título           |